# Vorfall von Gošince
Der Vorfall von Gošince war ein Angriff und eine Geiselnahme am 21. April 2015 in Mazedonien, welche nach Regierungsangaben politisch motiviert war.

## Vorfallshergang
Nach Mitternacht des 21. April 2015 nahmen nach Angaben des mazedonischen Innenministeriums rund 40 schwer bewaffnete Männer mit UÇK-Uniformen den Grenzübergang Gošince in der Gemeinde Lipkovo ein. Die Gruppe sei – nach Beurteilung des Video- und Audiomaterials – vom Kosovo her gekommen und habe vier Grenzpolizisten vorübergehend als Geiseln genommen. Sie hätten untereinander Albanisch gesprochen und versuchten in schlechtem Mazedonisch mit vielen Serbismen (deswegen wohl aus dem Kosovo) Folgendes zu sagen: „Wir sind von der UÇK, teilt es allen mit, dass euch weder Ahmeti noch Gruevski retten können. Wir wollen unseren Staat und wollen kein Ohrid-Abkommen. Von nun an darf niemand hinauf kommen. Falls wir euch oder sonst jemanden wieder ergreifen, werden wir euch alle ausschalten.“ (Ne jemi nga UÇK, përcilljani të gjithëve se as Ahmeti dhe as Gruevki nuk mund t’ju shpëtojnë. Ne duam shtetin tonë dhe nuk duam asnjë marrëveshje Ohri. Prej tani, askush nuk guxon të vijë lartë. Nëse ju dhe cilindo tjetër, e kapim përsëri, të gjithëve do t’iu eliminojmë.) Nach einer halben Stunde aber habe sich die Gruppe wieder entfernt und habe die vier Geiseln wieder freigelassen.

## Reaktionen in den Medien und in der Zivilgesellschaft
Das Innenministerium bezeichnete den Vorfall, den sie als erste – also noch vor den Medien – veröffentlichte, als „terroristisch“. Die kosovarischen Behörden verurteilten jedweden Angriff auf die Republik Mazedonien und betonten, dass beide Länder in der Grenzsicherung eng zusammenarbeiten und in dieser Nacht keine verdächtigen Bewegungen registriert wurden. Am gleichen Tag wurden zum Grenzübergang unzählige schwere Polizeifahrzeuge geschickt. Vor dem Vorfall waren die interethnischen Beziehungen in Mazedonien relativ stabil, dies bestätigen auch einige Bewohner in Gošince selber, die von Alsat-M interviewt wurden. So sei das alles „inszeniert“ und „staatliche Propaganda“. Sie „haben keine Angst“ und „es gäbe keine Panik“. Während die interethnischen Beziehungen schon ohnehin an einem seidenen Faden hängen, sich wieder zu verschlechtern, werden die Reaktionen, welche der Staat seit dem 21. April unternommen hat, nicht gerade als förderlich gesehen. So versammelte Staatsoberhaupt Gjorge Ivanov am 22. April den Sicherheitsrat, jedoch ohne einen einzigen ethnisch-albanischen Vertreter einzubeziehen. Die mazedonische Polizei ließ albanische Medien sowohl vom Inland als auch aus dem Ausland nicht ins Dorf Gošince hinein, während dies mazedonische und vor allem regierungsnahe Medien frei tun konnten. Die meisten politischen Parteien – sowohl mazedonische als auch albanische – bezeichneten den Vorfall als staatliche Inszenierung und als Propaganda.

## Reaktionen des Staates und der Polizei
Zwei Tage nach dem Vorfall, also am 23. April 2015, wurden in Kumanovo drei Brüder von der Polizei verhaftet. Einer davon ist Polizeiinspektor und ein anderer ist Kriegsveteran, der in der kosovarischen, mazedonischen und serbischen UÇK aktiv war. Am 24. April wurde der Kriegsveteran Rexhep Rexhepi von der Staatsanwaltschaft mit einer 30-tägigen Untersuchungshaft wegen illegalen Waffenbesitzes belegt. Innenministerin Gordana Jankulovska (VMRO-DPMNE) dementierte jeglichen Zusammenhang mit dem Vorfall in Gošince. Einer der Brüder behauptet jedoch, dass er auf der Polizeistation über seine Tätigkeiten 2001 und über den Vorfall befragt wurde.
Am 25. April äußerte sich Ministerpräsident Nikola Gruevski (VMRO-DPMNE) erstmals über den Vorfall. Er bezeichnete ihn als „ernst“ und dementierte jegliche Einmischung des Staates darin. Ihn erinnere dies an die Vorfälle im Jahr 2001.
Am frühen Morgen des 26. April begann die mazedonische Polizei eine Grossaktion im Dorf Malina im Norden von Skopje, das in der Nähe zu Gošince liegt. Zwei Personen wurden festgenommen. Nach Angaben der Dorfbewohner würden sie von den Polizeikräften „terrorisiert“. Sie dürfen ihr Haus nicht mehr verlassen, und auch das Vieh müsse im Stall bleiben. Die Polizei habe Hirten und sogar Kindern nach ihren Ausweis gefragt. Viele Dorfbewohner drückten ihre Enttäuschung über das Verhalten der ethnisch-albanischen Politiker Mazedoniens aus, die „zu wenig tun würden“. Im Verlauf des Tages wurde die Polizeiaktion auf das Nachbardorf Breza ausgeweitet. Am 27. April trat Innenministerin Gordana Jankulovska (VMRO-DPMNE) vor die Presse und erklärte, dass in Breza eine Person wegen illegalen Waffenbesitzes verhaftet worden sei. Außerdem vermutet man, er sei im Vorfall direkt oder indirekt involviert. So seien einige Waffen dieselben, welche am 21. April von den 40 Geiselnehmern im Grenzposten Gošince entwendet wurden. Die Familie des Verhafteten stritt jedoch diese Erklärung des Innenministeriums ab. Ihr Haus in Breza stehe seit Jahren leer, seit sie nach Aračinovo umgezogen seien.
Die Bewegung für Reformen in der PDSH unter ihrem Vorsitzenden Ziadin Sela forderte am 26. April den Rückzug der Polizei aus den Dörfern Gošince und Malina. Sie forderte die Polizei auf, den Dorfleuten ihre Reisefreiheit und ihr Arbeitsrecht zu respektieren.